# Mycetophila arauasi
Mycetophila arauasi är en tvåvingeart som beskrevs av Lane 1958. Mycetophila arauasi ingår i släktet Mycetophila och familjen svampmyggor. Inga underarter finns listade i Catalogue of Life.